# Kristi Yamaguchi
Kristi Yamaguchi (n. 12 iulie 1971, Hayward⁠(d), California, SUA) este o patinatoare artistică americană, medaliată olimpică. A participat la o ediție a Jocurilor Olimpice (1992) în care a câștigat o medalie de aur.